# Liste der Mitglieder der Deutschen Akademie der Naturforscher Leopoldina/1813
Die Liste der Mitglieder der Deutschen Akademie der Naturforscher Leopoldina für 1813 enthält alle Personen, die im Jahr 1813 zum Mitglied ernannt wurden. Insgesamt gab es sieben neu gewählte Mitglieder.

## Mitglieder
| Nr.  | Name                        | Beiname               | Geboren       | Aufnahme | Gestorben     | Bild                        | Datenbank |
| ---- | --------------------------- | --------------------- | ------------- | -------- | ------------- | --------------------------- | --------- |
| 1039 | August Friedrich Schweigger | Dioscorides VII.      | 8. Sep. 1783  | 22. Apr. | 28. Juni 1821 | August Friedrich Schweigger | 6606      |
| 1040 | Karl Hohnbaum               | Diokles Carystius IV. | 10. Jan. 1779 | 22. Apr. | 17. Sep. 1855 | Karl Hohnbaum               | 3886      |
| 1041 | Johann Christian Stark      | Podalirius VI.        | 28. Okt. 1769 | 22. Apr. | 24. Dez. 1837 |                             | 6751      |
| 1042 | Georg August Goldfuß        | Polyponus             | 18. Apr. 1782 | 1. Mai   | 2. Okt. 1848  | Georg August Goldfuss       | 2965      |
| 1043 | Philipp Jakob Jäk           | Aesculapius III.      |               | 29. Jun. |               |                             | 3988      |
| 1044 | Burkhard Wilhelm Seiler     | Albinus I.            | 11. Apr. 1779 | 29. Jun. | 13. Sep. 1843 | Burkhard Wilhelm Seiler     | 6631      |
| 1045 | Johann Baptist Graf         | Apollo Soter II.      | 10. Feb. 1763 | 13. Sep. | 14. Aug. 1819 |                             | 3001      |

## Hinweis zu den Lebensdaten
In der Liste sind zunächst die Lebensdaten gemäß Archiv der Leopoldina aufgenommen. Diese beziehen sich auf die Angaben gem. Neigebaur (1860) und Ule (1889). Die Lebensdaten im Namensartikel können daher von den Lebensdaten in der Liste abweichen.